# Lluís Ripoll Arbós
Lluís Ripoll Arbós (Palma, 1913 - Palmanyola, Bunyola, 17 d'octubre de 2000) va ser un periodista, escriptor i editor balear.
Estudia el batxillerat a l'Institut General i Tècnic de Palma amb la promoció que es titula el 1929, de la qual fa part juntament amb Josep Font Trias, Bartomeu Mestre i Mestre, Bartomeu Rosselló Pórcel i altres. Va començar a treballar al diari La Almudaina el 1938 com a taquígraf, i posteriorment es va incorporar a la redacció (1943-1953). Va ser col·laborador de la revista Destino (1963-1969) amb la columna «Postal de Mallorca». Va ser nomenat redactor en cap del Majorca Daily Bulletin, i després, sotsdirector (1969-1971). El 1969 es fa càrrec de a subdirecció del Majorca Daily Bulletin. També és redactor del Diario de Mallorca. Publica treballs sobre temes d'art, pintura i pintors, com Las Baleares y sus pintores 1836-1936 (1981). Amb Rafel Perelló Paradelo. Escriu llibres de gastronomia i altres temes d'interès local. Entre els anys 1970 i 1976 va col·laborar a la Hoja del Lunes, en la qual des de la seva columna setmanal «En voz alta» donava veu a la conservació del patrimoni cultural en perill. Entre el 1974 i el 1981 va treballar com a redactor del Diario de Mallorca. És acadèmic numerari de la Reial Acadèmia de Belles Arts de Sant Sebastià (1989-2000). És acadèmic numerari de l'Acadèmia de Belles Arts de Palma (1989-2000).

## Labor com a editor
El 1949 adquireix la impremta de Mossèn Alcover. De la seva tasca editora, destaca la col·lecció d'opuscles «Panorama Balear», que dirigia i de vegades hi escrivia; els cent trenta-sis títols publicats entre el 1951 i el 1983 són una referència en la divulgació del patrimoni cultural illenc. Va publicar també edicions facsímils de premsa local del segle xix, com ara "L'Ignorància" i "La Roqueta", o d'història, com ara "Cronicon Mayoricense" d'Àlvar Campaner, "Islas Baleares" de Pau Piferrer i Josep Maria Quadrado i "Álbum de postales viejas", 4 v. (1970, 1971, 1976 i 1981), en els quals dona a conèixer imatges que ajuden a preservar la memòria del paisatge i el patrimoni davant la destrucció provocada pel ciment.

## Publicacions
Va escriure assaigs de divulgació històrica, artística, etnogràfica i de cuina popular. Entre aquests, destaquen "La pintura mallorquina en el siglo XIX" (1948) amb Josep Costa Ferrer, i "Las Baleares y sus pintores 1836-1936" (1981) amb Rafel Perelló Paradelo. Altres volums publicats són: "La catedral de Mallorca" (1945); "Palma, la ciudad de Mallorca" (1946); "La pintura mallorquina en el siglo XIX: Agustín Buades, Antonio Ribas y Juan Bauzà" (1948); "Iconografía mallorquina de la Virgen" (1949); "Los patios señoriales de Palma" (1951); "«So’n Marroig» y el archiduque Luis Salvador" (1952); "Raxa i el cardenal Despuig" (1954); "Alfabia y sus jardines" (1954); "Sucinta historia de la cartuja de Valldemossa" (1978); "La colección de xilografías mallorquinas" (1961); "El episodio mallorquín de Chopin y George-Sand" (1968); "Nuestras costumbres. Mallorca, Menorca, Ibiza, Formentera y Cabrera" (1980); "Llibre de cuina mallorquina" (1973); "Llibre de plats dolços mallorquins" (1973); "Llibre de vins, licors i per necessari" (1974); "Nuestra cocina" (1978); "Las islas" (1978); "Herbes i remeis casolans" (1985); "Memorias de la Cámara" (1986) i "Ses monges tancades" (1990).